# Guy Ligier
Guy Ligier (Vichèi, 12 de juliol de 1930 – Nevers, 23 d'agost de 2015) fou el creador de la marca d'automòbils Ligier. Fou pilot d'automobilisme (competí dotze grans premis de Fórmula 1 i vuit edicions de les 24 hores de Le Mans) i també jugador internacional de rugbi.